# ラック・メガンティック鉄道事故
ラック・メガンティック鉄道事故（ラック・メガンティックてつどうじこ）は、東部夏時間2013年7月6日1時15分頃にカナダのケベック州ラック・メガンティックで発生した鉄道事故である。原油を輸送していた貨物列車が無人の状態で暴走し、カーブで一部の車両が脱線・爆発・炎上した。40人の死者と7人の行方不明者を出した。

## 事故の経緯

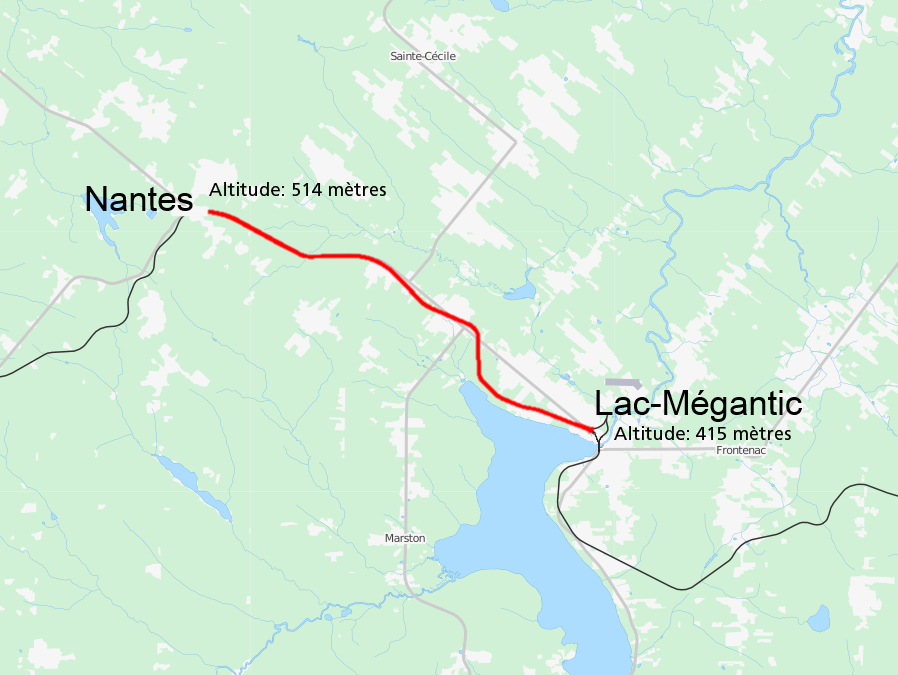
貨物列車が無人のまま暴走したルート。地図上の左から右へ、ナント (Nantes) からラック・メガンティック (Lac-Mégantic) の方面に移動した。

事故を起こした貨物列車は、72両のタンク車を5両の機関車（1両目と2両目の間に車掌車を連結）が牽引する編成で、タンク車には1両あたり11万3,000リットルの原油が積載されており、編成の合計では770万4,000リットル以上に達していた。当該列車はモントリオール・メイン・アンド・アトランティック鉄道をアメリカ合衆国のノースダコタ州から10日間かけて、カナダのニューブランズウィック州セントジョンの製油所に輸送する予定であった。
7月5日22時50分頃、列車は事故現場となるラック・メガンティックから約11キロメートル西方のナントの町の待避線に、乗務員の交代のため到着した。このとき、機関車では燃料パイプからの燃料漏れ（8ヶ月前に応急修理済）に起因する小規模な火災が発生しており、23時55分頃に消防士が消火した上で列車の安全を確認し、立ち去った。この時点で列車は完全に無人となったが、このとき消防士が誤って空気ブレーキを解除していた。また、タンク車の長編成による重さに耐え切れず、機関車の5両目とタンク車の編成の連結部分が外れ、0時58分に列車は暴走を始めた。停車位置から事故現場までは下り勾配であった。

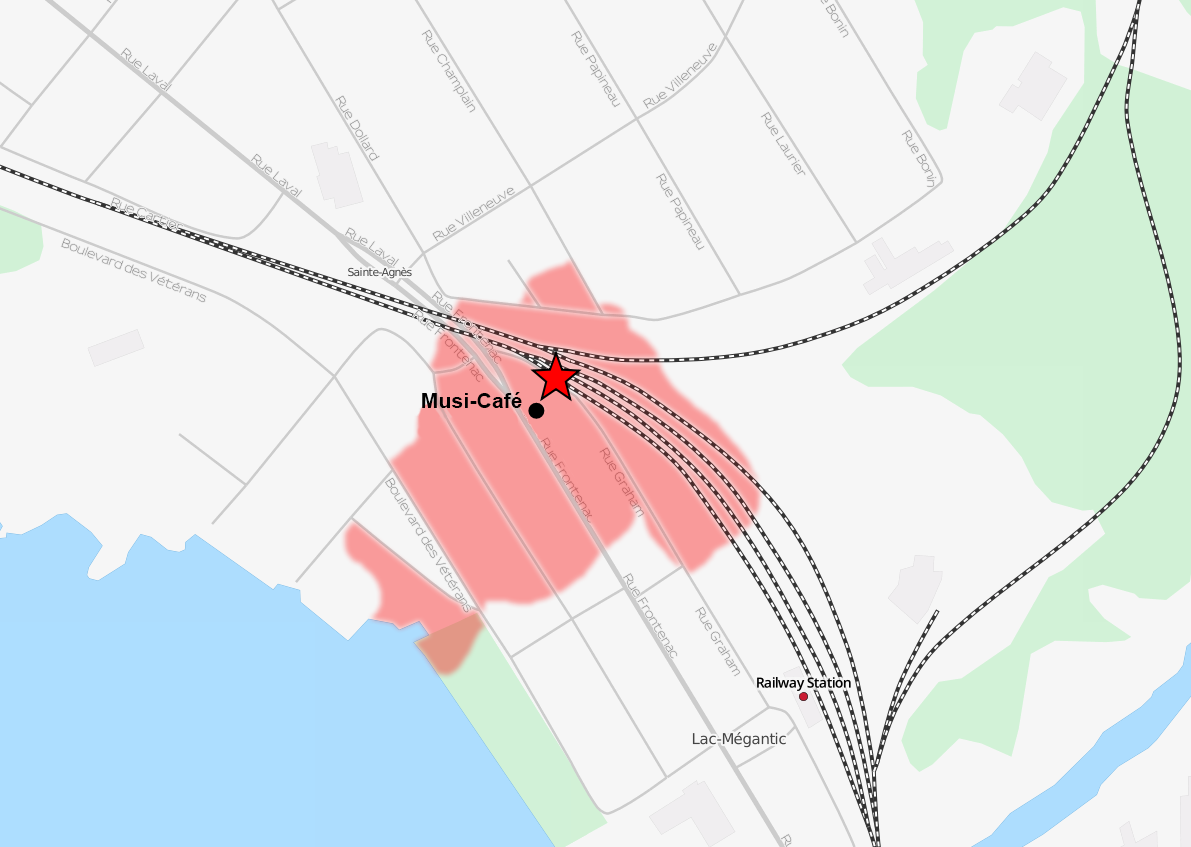
地図上の赤い星が爆発地点で、赤く塗られた部分が被災した地域を示している。

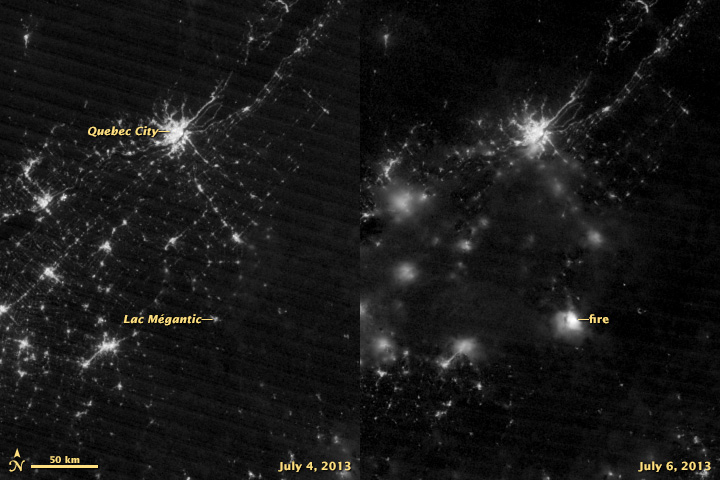
宇宙から見たラック・メガンティック (Lac-Mégantic) 周辺の明かりの様子。左側が2013年7月4日、右側が7月6日の写真。事故後、街灯そのものより明るい炎が見える。

翌7月6日1時15分、当該列車はラック・メガンティックの市街地にあるカーブに突入し、タンク車4両が曲がりきれずに脱線した。脱線の衝撃でタンク車に積まれていた原油に引火し、爆発・炎上した。合計4回から6回の爆発は、約2km離れた地点でも熱を感じるほどであった。
爆発で住宅など40棟の建物が破壊されたほか、最初の爆発・火災の影響で約1,000人、その後、有毒ガス発生の懸念から追加で約1,000人が避難した。これはラック・メガンティックの人口の約3分の1に相当する。
火の勢いはなかなか収まらず、事故発生から20時間は消火活動に入れなかった。別の2両が爆発する可能性も懸念されたが、150人体制の消火活動によって約2日後に鎮火した。消防士は現場を「戦場のようだった」と形容している。また、爆発地点に水道管が通っていたために断水が発生し、給水車が出動した。近くを流れるオタワ川にも推定10万リットルの原油が漏れ出し、オイルフェンス設置のため一部地域において取水制限が実施された。近くの湖にも原油が流れ込み、生態系に重大な影響を与えた。

## 事故原因
直接の事故原因は、貨物列車が無人の状態で暴走したことである。貨物列車は高台に停車していたが、乗務員が列車から離れた後に無人のまま走り出した。そのままカーブに突入したため、一部の車両が脱線、タンク車に積まれていた原油に引火して爆発・炎上した。
無人のまま暴走した直接の原因については事故直後から地元警察が捜査し、当初はテロの可能性かとの理由で空気ブレーキと連結が外れたためと見られていた。乗員が離れる際にブレーキが適切にかけられていたかを調べていたほか、当初は事件の可能性も否定できないとしていた。
8日15時頃、カナダ運輸安全委員会は機関車のブラックボックスの回収を発表した。その後の調べで、事故前の停車時に小規模な火災の対応に当たった消防士が、引火防止のために機関車のエンジンを止めたため、エンジンからの圧縮空気の供給によって稼働するブレーキが解除されていたことが判明した。消防側は指令によって現場に派遣された鉄道会社の職員にエンジンを停止したことを伝えていたが、その職員は運転士でも整備士でもない線路作業員でエンジンやブレーキについての知識はなく、出火の可能性が低いことだけを確認して、エンジンを再始動させずに0時45分頃に現場を去った。
また、停車していた場所は9‰の勾配があったため、タンク車の長編成による重さに耐え切れず機関車とタンク車の連結部分が外れて動き出し、次第に速度を増し続けて結果的に暴走に至った。本来、この重さの車両はこの勾配ではハンドブレーキを26両以上掛けなければならなかったにもかかわらず、前の車両7両にしか掛けられていなかった。これは機関士と、機関士に教育を施すべき運行マネージャーがこの勾配を認識していなかったことにあり、運行マネージャーは機関士に十分な教育を行っていなかった上に、機関士も機関車のマニュアルを読んでおらず、普段から1両目から7両目までの7両にしかハンドブレーキを掛けていなかった。
さらに、普段は当該列車は待避線に停車していたが、この日は待避線に故障車両が停車しており、待避線に入れないため指令が本線上に停車するよう指示していた。このナント停車場から街までの約20kmの区間において、列車を止める安全装置や信号は取り付けられていなかった。
最終的に、上記の複数のヒューマンエラーが積み重なって起きた事故であると結論付けられた。

## その後
膨大な賠償金を請求された鉄道会社は事実上破産、2014年に倒産した。そして事故の原因を作ったとされている運転士や運行指令員や責任者であるマネージャーらが過失致死罪に問われ、2013年9月から刑事裁判が始まり、4年半近く続いた審理の末に2018年1月19日の刑事裁判で無罪判決が下された。